# 프로메테우스 (영화)
프로메테우스(Prometheus)는 리들리 스콧 감독, 존 스페이츠와 데이먼 린들로프 각본의 2012년 SF 영화이다. 이 영화에는 노미 라파스, 마이클 패스벤더, 가이 피어스, 이드리스 엘바, 로건 마셜그린 그리고 샬리즈 시어런이 출연한다. 영화의 줄거리는 21세기 후반, 우주선 프로메테우스의 선원들이 몇몇의 고대 지구의 유적에서 발견된 우주의 지도를 따라 인류의 근원을 찾아가지만 인류의 종말을 야기하는 위험과 마주하게 된다는 내용이다.
이 영화는 리들리 스콧의 1979년 SF 호러 영화 《에일리언》의 프리퀄로, 2000년 초반 에일리언 프랜차이즈의 다섯 번째 작품으로 기획되었다. 하지만, 2003년 《에일리언 대 프레데터》의 준비로 인해 이 프로젝트는 시작되지 못하였고, 2009년 스콧이 다시 관심을 나타내기 전까지는 제작이 중단되었다. 존 스페이츠의 원고는 에일리언 시리즈의 프리퀄로 쓰였으나, 스콧은 동일한 시리즈의 반복을 피하기 위해서 다른 방향으로 진행하길 바랐다. 2010년 후반에 그는 데이먼 린들로프를 프로젝트에 투입하여 스페이츠의 원고를 재작성하게 하였고, 두 명은 에일리언 이야기의 이전 시대를 다루고 있지만 이전 시리즈와는 직접적으로 관계되지 않는 별도의 스토리를 함께 구성하였다. 스콧에 따르면, 이 영화는 소위 에일리언이라는 DNA를 같이 공유하고 동일한 우주 내에서 발생하지만, 프로메테우스는 자신만의 별도의 신화와 아이디어를 다룬다.
영화의 제작은 2010년 4월에 시작되었고, 영화에 필요한 기술과 생명체의 디자인에 상당한 시간이 소요되었다. 주요 촬영은 2011년 3월에 시작하였고, 대략 1,400~1,500억 원의 제작비가 들어간 것으로 보인다. 촬영의 대부분은 실제 세트에서 진행되었고, 로케이션은 영국, 아이슬란드, 스페인, 스코틀랜드에서 진행하였다. 이 영화는 100% 3D 카메라로 촬영되었다.
이 영화는 인터넷의 바이럴 마케팅으로 홍보하였는데, 이 바이럴 캠페인에서는 영화의 주인공이 등장하는 3편의 비디오가 공개되었다. 이 비디오들은 가상의 우주에 실제 캐릭터가 등장하는 내용으로 긍정적인 평가를 받았다. 프로메테우스는 2012년 6월 1일 영국에서 개봉되었고, 미국에서는 2012년 6월 8일에 개봉하였다. 대한민국에서는 6월 6일 개봉하였다.

## 줄거리
지구를 떠나는 우주선이 멀리 보이는 가운데, 강가에 서 있던 인간 모습의 외계인이 검은 액체를 마시고, 물 속으로 떨어져 산산히 분해된다. 그리고 그의 DNA는 지구 생태계에 확산된다.
2089년 고고학자인 엘리자베스 쇼와 찰리 할러웨이는 서로 무관해 보이는 몇몇의 고대 유적으로부터 하나의 우주 지도를 발견한다. 그들은 그것을 인류의 조상 혹은 '엔지니어'로 부터의 초대로 해석한다. 웨이랜드 코퍼레이션의 CEO, 피터 웨이랜드는 LV-223 행성으로 항해할 우주탐사선 "프로메테우스" 개발을 후원한다. 우주선은 모든 대원들이 냉동된 상태로 목적지로 항해를 시작하고, 안드로이드인 데이비드가 그들의 상태를 모니터링한다. 2093년 위성 LV-223에 도착한 대원들은 이번 조사의 목적이 엔지니어를 찾는 것임을 듣는다. 조사 미션 책임자 메레디스 비커스는 만일 엔지니어와 만나도 직접적인 접촉은 피하고 즉시 자신에게 보고하도록 충고한다. 프로메테우스는 거대한 인공 구조물 앞에 착륙하고 조사팀은 구조물 내부에 들어간다.
그 내부에서 다수의 원통형 용기와 하나의 인간형 조각상 그리고, 엔지니어 중의 하나로 생각되는 거대 외계인의 시체를 발견한다. 나중에 다른 많은 엔지니어 시체들이 발견되는데 이 종족은 멸종된 것으로 보인다. 데이비드는 원통형 용기가 무수히 놓인 방을 발견하고 비밀리에 용기 하나를 가져오고, 나머지 용기에서는 검은 액체가 흘러나온다. 급격히 접근하는 폭풍을 피해 대원들은 프로메테우스 호로 돌아오지만 밀번(생물학자)과 파이필드(지질학자)는 구조체 내부에서 길을 잃는다. 우주선 안에서는 구조물에서 가져온 엔지니어의 머리를 이용하여 DNA를 분석하고 인간의 DNA와 동일하다는 것을 알아낸다. 데이비드는 가져온 용기를 분석하고 검은 액체를 채취하여 의도적으로 그 액체를 할러웨이에게 감염시킨다. 그 뒤 쇼와 할러웨이는 성교를 한다.
파이필드와 밀번은 뱀 모양의 생명체로부터 공격을 받는다. 밀번은 죽고, 파이필드는 헬멧을 녹이고 입 속으로 들어간 생명체에 의해 검은 액체에 노출된다. 그 뒤 대원들은 구조체 내부에서 밀번의 시체를 발견한다. 데이비드는 비밀리에 엔지니어 우주선 조종실을 발견하고 홀로그램 영상에서 그 조종법을 학습한다. 검은 액체는 빠르게 할러웨이의 컨디션을 악화시키고 그는 급히 프로메테우스 호로 귀환된다. 비커스는 그가 승선하는 것을 거부하고, 그의 요구에 따라 화염 방사기로 그를 살해한다. 쇼는 불임임에도 불구하고 체내에 외계인 유체를 임신한 것을 알게 된다. 그리고, 쇼는 비커스의 전자동 수술 장비를 사용하여 유체 제거 수술을 받는다. 쇼는 웨이랜드가 프로메테우스에 동승하고 있다는 것을 알게 되고 웨이랜드는 쇼에게 엔지니어를 만나 자신을 죽음으로부터 구해달라고 요청하기 위해 여기 온 것이라고 설명한다.
괴물로 변한 파이필드는 우주선 입구에서 대원 몇명을 죽이고, 동료에 의해 살해된다. 프로메테우스 선장 야넥은 그 구조체는 원래 엔지니어의 별이 아니라 그들이 만들어낸 생물 무기(검은 액체)를 테스트하는 시험장이리라 추측한다. 데이비드, 쇼, 웨이랜드와 부하들은 엔지니어의 우주선 조종실로 돌아와 냉동된 엔지니어를 깨운다. 데이비드는 엔지니어와 대화를 시도하지만, 엔지니어는 데이비드의 머리를 뜯어내고, 웨이랜드와 부하들을 살해한다. 쇼는 우주선을 탈출하지만, 엔지니어는 우주선을 작동시킨다. 머리만 남은 데이비드는 쇼에게 엔지니어가 검은 액체를 지구 전체로 확산시킬 계획임을 말한다. 쇼는 선장 야넥에게 날아오르려는 엔지니어의 우주선을 저지하도록 설득한다. 비커스는 탈출선을 이용해 프로메테우스에서 탈출하고, 야넥과 두 조종사는 프로메테우스를 엔지니어의 우주선에 충돌시켜 추락시킨다. 비커스는 추락해 구르는 엔지니어의 우주선에 깔려 사망한다. 쇼는 산소를 얻기 위해 비커스의 탈출선에 들어가고, 거기서 자신의 배에서 나온 유체(트랄로바이트라고 부른다)가 수술실에서 거대한 크기로 자란 것을 발견한다. 엔지니어는 추락에서 살아남아 쇼를 죽이기 위해 탈출선으로 들어온다. 쇼는 거대 오징어형 외계인이 튀어나오도록 수술실을 열어, 그 생명체가 엔지니어와 씨름을 하는 동안 탈출선에서 도망친다. 외계인은 엔지니어의 입에 촉수를 밀어넣고 엔지니어의 움직임은 멈춘다. 쇼는 데이비드의 몸을 회수하고, 엔지니어에게 왜 다시 인류를 멸망시키려는지 묻기 위해서 엔지니어의 우주선을 타고 그들의 세계로 항해한다.
탈출선에서는 제노모프와 비슷한 외계인이 엔지니어의 가슴을 뚫고 나온다.

## 출연
- 노미 라파스 - 엘리자베스 쇼 역:

고고학자. 라파스는 쇼에 대해 신에 대한 강한 믿음을 가진 기독교인이며, 이후 상황이 변한 뒤 여전사로 변신한다고 설명한다. 그녀는 메서드 연기를 위해 머리 속에 쇼의 배경이 되는 완벽한 이야기를 구상하였고, 영국 억양을 구사하기 위해 방언 전문가에게 코치를 받았다. 그녀는 또한 쇼의 캐릭터를 더욱 정확하게 표현하기 위해 메이크업 아티스트에게 피와 땀을 좀 더 많이 적용해 주길 요구하였다. 라파스는 "약 6개월 동안 촬영하였습니다. 일정은 정말 빠듯했고, 때때로 몸이 매우 힘들었지만, 너무나 놀라운 경험이었죠" 라고 말하였다. 그녀는 에일리언 시리즈의 엘런 리플리와의 비교는 일축했다. 2009년 영화 《밀레니엄: 여자를 증오하는 남자들》에서 리스베트 살렌데르를 연기하여 스콧 감독의 주목을 받은 후, 2010년 8월에 그를 만났고, 2011년 1월에 쇼 역에 확정되었다. 배우 앤 해서웨이, 내털리 포트먼, 재마 아터턴, 캐리 멀리건, 에비 코니시가 그 배역으로 고려되었다. 8살의 루시 허친슨이 쇼의 유년시절을 연기하였다.
- 마이클 패스벤더 - 데이비드 역:

인간과 구별되지 않는 안드로이드. 우주선의 집사이자 관리자. 그는 점차 자신만의 자아, 불안, 시기와 질투를 가지게 된다. 패스벤더는 "데이빗의 관점에서는 인간 동료들이 어린아이와 같습니다. 그는 모든 지식을 알고 있어 인간보다 뛰어나다고 생각하기 때문에 질투와 오만함을 보입니다. 또한 자신의 뛰어남을 남들이 알아주고, 또 칭찬받기를 원합니다."고 설명한다. 작가 데이먼 린델로프는 "이 영화는 로봇의 관점에서는 어떻게 보일까? 만약 당신이 그에게 이 모든 것에 대해 어떻게 생각하는가? 무슨 일이 벌어지는가? 당신 주변의 인간들에 대해 어떻게 생각하는가? 만약 로봇이 이런 질문에 대해 답변할 수 있는 방법을 찾는다면 그것은 멋진 일인가..라고 묻는다면 어떨까?"하고 물었다. 또 그는 이 캐릭터는 영화 내의 사건들에 대해 인간이 아닌 입장에서의 관점을 표현한다고 말한다. 패스벤더는 에일리언 1편과 2편의 안드로이드 캐릭터를 보지 않고, 대신 스콧의 1982년 SF 영화 《블레이드 러너》의 리플리컨트를 관찰하였다. 그는 특히 영혼이 없어 그것을 갈구하는 숀 영의 캐릭터인 레이철에 주목하였다. 그는 또한 《2001 스페이스 오디세이》의 HAL 9000의 목소리, 올림픽 다이버 그레그 루가니스 (88올림픽에서 스프링보드에 머리를 다침), 《지구에 떨어진 사나이》의 데이비드 보위, 《아라비아의 로렌스》에서의 피터 오툴 등에게 영감을 얻었다. 데이비드의 금발은 T.E 로런스를 모델로 하였다. 스콧은 이 역할을 패스벤더가 하길 바랐고, 2011년 1월 영화에 참여가 확정되었다(참여 확정 이전에 그의 에이전트가 너무 많은 금액을 요구하였다는 이야기가 있었다).
- 가이 피어스 - 피터 웨이랜드 역:

웨이랜드사의 창업자이자 CEO인 억만장자. 린델로프는 그를 엄청난 자아를 가지고 신 컴플렉스를 겪고 있는 것으로 묘사했다. 피어스는 이 영화에서 몇 분 동안만 나온다고 말하였다. 보형물과 분장으로 피어스를 나이 든 웨이랜드로 만드는 작업은 5시간이나 걸렸고, 그것을 제거하는 데도 1시간이 걸렸다. 피어스는 노인들을 관찰하여 그의 캐릭터가 움직이는 모습에 적용하였는데, 물리적인 이동이 어려운 모습을 표현하는 것이 가장 어려웠다고 한다. 처음에는 웨이랜드 역할로 막스 폰 시도우가 고려되었으나, 초기 시나리오에 나온 웨이랜드의 젊은 역과 나이 든 역을 소화할 수 있도록 피어스가 캐스팅되었다.
- 이드리스 엘바 - 야넥 역:

프로메테우스의 선장. 엘바는 이 캐릭터를 군출신의 항만 노동자 및 뱃사람이라고 설명하며, 선장이 되는 것은 그의 삶이며, 그의 선원들은 자신의 책임이라고 느끼는 현실적이며, 실용적인 캐릭터라고 말한다. 그는 거대한 아이디어를 내포한 이 영화에 참여할 수 밖에 없었고, 이런 캐릭터도 필요하다고 말했다.
- 로건 마셜그린 - 찰리 할러웨이:

고고학자이며, 쇼의 연인. 마샬 그린은 "off-off-off Broadway" 의 연극에 출연하고 나서 캐스팅되었다. 그는 할러웨이를 "엑스 게임 스타일의 과학자"라고 묘사하였다. 그리고 그는 할러웨이의 "고민없이 실행"하는 철학이 좋았다고 말했다. 할러웨이는 그의 창조주를 만나고 싶어하기보다는 창조주 옆에 서 있고 싶어했고, 그것을 위해 거기로 갔다고 말했다. 캐릭터의 동기 유발에 대해 "그는 그가 하는 모든 것에 대해 극단적인 수단을 취해 프로메테우스에 도움이 되거나 피해가 되기도 한다. 그를 움직이는 힘은 탐험의 스릴이다."라고 말한다. 그는 쇼와 할러웨이를 비교하기를 "그녀는 신자이고, 나는 과학자이다. 나는 회의론자이고, 무신론자이다"고 하였다.
- 샤를리즈 테론 - 메레디스 비커스 역:

웨이랜드 사의 직원으로 우주탐사를 모니터하는 역할. 시어런은 이 캐릭터에 대해 영화가 진행되면서 조금씩 탈피하는 인물이며, 명확한 의도를 가진 일종의 악당이라고 묘사했다. 그녀는 비커스는 실용적이며, 절대적으로 상황을 조정하길 원한다고 말한다. 스콧은 그 캐릭터가 주목을 받기보다는 다른 캐릭터를 관찰하는 뒷배경에 숨어있길 원했다. 비커스와 데이비드의 비슷한 외모와 매너리즘은 데이비드가 비커스의 DNA에 기초하거나, 비커스가 안드로이드라는 가능성을 높이게끔 설정되었다. 캐스팅된 후 그녀는 자신의 캐릭터를 좀 더 확장하기 위해 스콧, 린델로프와 함께 3가지의 새 장면을 추가하였다. 시어런은 흡연 습관 등으로 인해 14kg의 부츠를 신고 모래 위를 달리는 육체적인 연기를 하는데 어려움이 있었다. 시어런은 처음에 쇼의 역할을 하기로 했지만, 매드 맥스 4: Fury Road 계약으로 인해 참여가 어려웠다. 나중에 그 영화가 연기되고 나서 프로메테우스에 다시 참여할 수 있었다. 비커스 역할에는 양자경과 앤젤리나 졸리가 물망에 올랐었다.
- 레이프 스펄 - 밀번 역:

생물학자. 스펄은 다른 역할에 오디션을 봤지만, 스콧은 그가 밀번 역을 하기 바랐다. 그를 캐스팅할 때 스펄은 "에일리언은 최고의 영화 중 하나이며 에일리언 세트 앞에 우주복을 입고 리들리 스콧과 함께 이야기를 하는 것은 정말 신나는 일입니다. 그것은 놀라운 일이며, 에일리언 세트에서 우주복을 입는 것은 내가 배우가 되려고 했던 이유 중 하나입니다."라고 말했다.
- 숀 해리스 - 파이필드 역:

많은 미션 후 정서가 불안한 지질학자. 해리스는 그 캐릭터에 대해 "어떤 일이 발생할 때 그것을 알아차릴 수 있는 사람이며 그는 관객과도 같아 '이 터널에 들어가면 안 돼. 이걸 하면 안 돼'라고 말하는 사람입니다"라고 하였다. 파이필드의 모호크 족 같은 붉은 머리모양은 스콧이 그린 머리 깎은 남자에 기초하여 해리스와 스콧이 디자인하였다.
다른 출연자는 우주선의 의료인 포드로 출연한 케이트 디키, 우주선 조종사 챈스와 레이블로 나온 에넘 엘리엇과 베네딕트 웡, 쇼의 아버지로 나온 패트릭 윌슨이다.

## 제작

### 기획
에일리언 시리즈의 5번째 영화에 대한 기획은 2002년에 진행되었다. 스콧은 1979년 SF 호러 영화 에일리언을 만든 이후 1편에서 버려진 우주선의 죽은 파일럿으로 간단히 등장하는 스페이스 자키 즉 외계 생명체와 에일리언의 적들의 기원을 찾아가는 시리즈로 복귀할 것을 고려하고 있었다. 에일리언의 주인공 시거니 위버도 또한 새 시리즈에 복귀하는데 흥미를 보였다. 《에일리언 2》의 감독 제임스 캐머런은 스콧과 함께 후속작에 대한 가능성에 대해 협의하였고, 이 영화의 스토리에 대해 다른 작가와 작업을 시작하였다. 20세기 폭스 사는 캐머런 감독에게 몬스터와 프레데터 영화 속 캐릭터와의 대결을 그린 크로스오버 필름의 각본을 가져왔는데 이 영화는 2004년 《에일리언 대 프레데터》로 알려진다. 폭스 사가 그 크로스오버 영화에 투자하기로 결정한 후, 캐머런은 자신의 프로젝트를 중단하였는데, 그는 그 영화가 에일리언 시리즈의 정체성을 죽일 것이라고 말하였다. 2006년 캐머런은 그 프로젝터를 다시 진행하지 않을 것임을 확인하였고, 그 시리즈는 폭스 사의 자산이기 때문에, 후속편에 영향을 끼치려는 스튜디오와 함께할 생각이 없었다고 말했다.
2009년 5월 20세기 폭스 사는 처음으로 에일리언 시리즈의 "리부트 작품"이라는 프로젝트에 대해 입을 열었는데, 이것은 나중에 이름없는 에일리언의 프리퀄로 표현되었다. 2009년 6월 폭스 사는 광고 감독 칼 에릭 린시를 감독으로 선택한 스콧과 충돌하였고, 그 기획은 그대로 멈춰있었다. 폭스 사는 스콧이 감독하는 프로젝트에만 관심이 있었다. 2009년 7월, 스콧은 이 영화를 감독하기로 결정하였고, 직접적인 에일리언 프리퀄에 관한 스콧의 아이디어를 각본으로 만들 극작가 존 스페이츠가 고용되었다. 20세기 폭스 사는 감독과 각본가가 선택된 뒤 스페이츠의 성향에 만족하며 2011년을 개봉 시기로 결정하였으나 결국 이것은 성사되지 못했다. 2010년 6월 스콧은 각본이 완성되어, 촬영은 2011년 1월부터 시작함을 알렸다. 그러나 2010년 6월에 린델로프가 기존 스페이츠의 시나리오를 좀 더 새로운 원작으로 재구성하도록 고용되었다. 2010년 10월 린델로프는 20세기 폭스 사에 새로 쓴 시나리오를 전달하였다. 스튜디오는 스콧이 제안한 1,700억~1,800억원의 예산에 이의를 제기했는데, 린델로프의 시나리오는 그 예산보다 적은 돈으로 영화를 제작할 수 있어 기뻐하였다. 스콧은 초기에 R 등급의 영화로 제작하는데 2,800억원의 예산을 요청하였으나 20세기 폭스 사는 그 정도의 돈을 투자하지 않으려 했고, 이 영화가 좀 더 많은 관객을 끌어들이기 위해 더 낮은 등급의 영화로 개봉되길 원했다.
2010년 12월, 이 영화는 존 밀턴의 시 〈실낙원(Lost Paradise)〉에서 이름을 딴 '파라다이스'라는 제목을 가진다고 알려졌다. 그러나 스콧은 이것이 영화에 대해 너무 많은 것을 전달한다고 생각하였다. 폭스 사의 CEO 토머스 로스맨은 프로메테우스라는 제목을 제안했는데, 이것은 2011년 1월 영화의 제목으로 확정되었다. 영화의 개봉일은 2012년 3월로 예정되었으나 몇 주 뒤 그것은 2012년 6월 8일로 미루어졌다. 제목이 정해진 뒤, 이 프로덕션은 공개적으로 이 영화와 에일리언 원작과의 거리를 멀리하기 시작했다. 제작자는 프로메테우스에 대해 관객의 해석을 기대하면서 두 영화 사이의 연결성에 대해 의도적으로 애매한 태도를 취하였다. 스콧은 "에일리언 1편은 진정 프로젝트의 출발점이었고, 창조적인 과정을 통해 새롭고 거대한 신화와 세계관으로 발전한 영화로써, 이 영화의 원 이야기가 시작되는 지점입니다. 예리한 팬들은 소위 에일리언의 DNA가 녹아있음을 알게 될 것이지만, 이 영화 내의 아이디어는 독특하고, 거대하며, 도발적입니다. 2011년 6월, 스콧과 린델로프는 프로메테우스가 기존 에일리언 시리즈와 동일한 우주에서 발생한다는 것을 확인해 주었다. 2011년 7월 스콧은 "영화의 후반부에서 에일리언 1편의 DNA가 녹아 있음을 알게 될 것입니다만, 에일리언의 나머지 시리즈의 내용은 들어가 있지 않습니다"고 하였다.

### 각본
2009년 후반 스페이츠는 스콧을 만났고, 에일리언 프리퀄을 진행하겠다는 스콧의 생각에 관해 협의하였다. 스페이츠가 처음 그의 생각을 제안했을 때 에일리언 연대기에 인간의 이야기를 연결하는 '브리지'도 포함되었다. 그는 자신의 '브리지' 아이디어로 인해 곧바로 계약이 체결되었다. 그의 아이디어는 즉흥적으로 만들어졌고 그 이후의 계획은 갖고 있지 않았다. 스페이츠는 매우 상세한 20 페이지짜리 아웃라인을 만들었고, 3주 반만에 첫 번째 초고를 완성한 후 2009년 크리스마스에 프로듀서에게 전달하였다. 스콧은 12시간 만에 수정할 점을 적은 대본을 다시 보냈고 스페이츠는 원고를 다시 작성하며 크리스마스 휴가를 보냈다.
스페이츠는 스페이스 자키와 같은 에일리언의 풀리지 않았던 미스테스를 구성하는 과제를 맡았다. 그는 에일리언 미스테리와 인류의 과거/미래를 연결하는 것으로 그 해답을 찾았다. 만약 그 이야기가 우리와 관계가 있고 인류의 이야기와 밀접히 뒤엉켜 있다면 어떨까... 그 이야기는 우리 삶의 의미를 바꿔놓고, 우리가 중요하다고 생각해 왔던 것들을 다르게 보이게 할 것이다. 그는 스콧의 스타일리시한 비주얼 컨셉을 글로 옮기는 것이 쉽지 않다는 것을 알게 되어, 스콧에게 그들이 토의하던 장면을 상기시키면서 감독의 아이디어를 주기적으로 환기시켰다. 2010년 4월에는 4번째 원고가 작성되었다. 스콧은 그 원고를 가리키며 "우리는 신과 엔지니어(우주를 만든 엔지니어)에 관해 이야기하고 있습니다. 에일리언들은 생물학전을 위해 만들어졌을까요 아니면 지구를 초토화시키기 위해 만들어진 생명체일까요?" 2010년 6월, 스콧은 각본이 완성되어 영화 제작 준비가 되었다고 말하였다.
그러나, 스콧은 린델로프와 계약을 맺었고, 그에게 스페이츠의 각본을 리뷰해달라고 요청하였다. 각본은 린델로프에게 1시간만에 전달되었고, 그것을 전달한 사람은 린델로프가 그것을 읽자마다 원고를 다시 가져가기 위해 밖에서 기다리겠다고 말했다. 린델로프는 스콧과 프로듀서가 현재 각본에서 무엇을 좋아하는지 모르는 상태에서, 그들에게 말하길 전체 컨셉이 마음에 들지만, 에일리언 생명체의 일생과 같은 기존 에일리언의 이야기가 너무 많다고 하였다. 그것은 에일리언의 직접적인 프리퀄로써, 기존 시리즈의 이야기로 전개되며, 익숙한 단서들을 재생산하는 것이었다. 그리고 스콧은 단호하게 기존 작품들을 반복하기를 원치 않았다. 린델로프는 "만약 프로메테우스의 엔딩이 예전 존 허트가 수백개의 에일리언 알이 있는 곳으로 걸어가는 방이라면, 우리는 그 결말을 이미 알고 있기 때문에 아무런 흥미를 느끼지 못할 것이다. 진정한 프리퀄은 반드시 원작의 이야기에 기초해야 하지만, 동일한 세계에서 일어나더라도, 완전히 다른 내용, 다른 인물, 완전히 다른 테마를 가지는 것이다"고 하였다.
린델로프는 각본의 다른 부분들이 이미 진부해진 에일리언 생명체 또는 페이스허거. 체스트버스터와 같은 기존 에일리언의 특징들 없이도 충분한 강점이 있다고 제안했다. 그는 대신 영화가 이전 영화와 평행선 상에서 진행되며, 후속편은 에일리언 대신, 프로메테우스 2편이라는 것, 그리고 후속편이 어떻게 진행될 것인지에 대한 아이디어를 제출했다. 그는 다음날 아침 후반 프로듀서를 만났고, 곧이어 2010년 후반 계약이 쳬결되었다. 린델로프의 계획 아래, 각본은 스페이츠의 에일리언 프리퀄에서 좀 더 별도의 오리지널 스토리로 변해갔다. 스콧과 린델로프는 2010년 7월부터 8월까지 일주일에 5일 동안 함께 작업하였고, 스콧이 생각한 비전을 최대한 정확히 구현하고 에일리언에 대한 비유와 상징을 축소하는 방향으로 변경하였다. 8월 초, 린델로프는 4-5주 동안 그의 첫 각본 작성에 몰두했으며, 2010년 9월 중순에 각본을 제출하였다. 린델로프는 블레이드 러너와 스페이츠의 각본에 영감을 받았고, 에일리언의 액션/호러에 블레이드 러너의 테마를 결합하여 SF 영화에서 일반적으로 제기되는 좀 더 큰 질문들 제기하는 것이 좋다고 생각하였다.
블레이드 러너는 처음 재정적으로는 성공하지 못했지만, 이런 거대한 생각들이 녹아있어 여전히 많은 사람들의 입에 오르내린다. 스콧은 프로메테우스의 이런 거대한 테마에 대해 이야기하였다. 또 이 거대한 질문이 너무 가식적이지 않아도 가능하다고 생각했다. 어떤 관객도 우주에서 떠도는 주인공이 삶의 의미에 대해 이야기하는 영화를 보고 싶어하진 않는다. 그것은 이미 스페이츠의 각본에 존재하였고, 스콧은 그것을 좀 더 강조하고 싶어했다.
스콧의 스토리는 부분적으로 에릭 본 대니켄의 "신의 전차"라는 책에서 영향을 받았는데 그 책은 고대 우주 비행사에 관한 것으로 지구의 생명체가 에일리언에 의해 생겨났다는 내용이다. 스콧은 "NASA와 바티칸은 인류가 다른 도움 없이 오늘날까지 존재한다는 것은 수학적으로 거의 불가능에 가깝다는데 동의하였다. 그리고 그것이 우리가 이 영화에서 말하려는 것이고, 우리 인류가 어떻게 생겨났는지에 대한 에릭 본 대니켄의 아이디어에 대한 것이다."라고 하였다. 스페이츠는 안드로이드인 데이빗이 인간과 비슷하지만, 인간처럼 되고 싶어하지는 않는다는 아이디어를 고안하였는데, 블레이드 러너 같은 로봇의 스토리텔링은 피하고자 했다. 그는 또한 인간이 자신들의 창조자를 찾는 동안 데이빗이 그들과 같이 동행하는 테마를 생각해냈다. 스콧은 이 아이디어를 좋아하였고, 린델로프의 새 각본에서 그것을 좀 더 강조하기를 원했다. 린델로프는 쇼가 에일리언의 리플리와는 차별화되길 원했는데, 필연적으로 두 여주인공 사이에 비교가 있을 것을 우려해서다. 스페이츠의 초안에는 쇼가 잠재적으로 위험한 지식을 찾으려는 그녀의 욕구 때문에 영화 내 줄거리에서 직접적인 책임을 가지는 것으로 그려졌다. 린델로프는 각본을 새로 쓰면서 데이비드의 캐릭터 측면을 좀 더 확장하였다. 린델로프는 대략 8개월 동안 각본을 썼고 영화 촬영이 시작된 2011년 3월에 그것을 완성하였다.

### 프리 프로덕션
프리 프로덕션은 영화에 필요한 그래픽을 디자인하는 개발팀과 함께 2010년 4월에 시작되었다. 스콧은 폭스사에게 21세기 후반의 모습을 개발할 과학자와 아티스트를 고용하는데 수십 억을 투자해야한다고 설득하였다. 프로메테우스의 제작은 고도의 보안 속에 진행되어 영화의 줄거리는 극도의 비밀로 붙여졌다. 줄거리의 비밀을 유지하기 위해 스콧은 출연자들이 상세한 줄거리를 밝히지 못하도록 각서에 서명하도록 하였고, 모든 출연자들은 스콧의 제작 사무실의 감독 아래에서만 시나리오를 읽도록 허락되었다. 단 하나의 예외는 해외에 있는 배우에게 시나리오를 전달할 때인데, 이 때는 배우가 시나리오를 읽는 동안 보안 담당자를 옆에 두었다. 시나리오의 보안에 대해 스콧은 "나는 시나리오가 인터넷으로 새어 나가 내용이 모든 사람들에게 공개되길 거부합니다"라고 하였다.
2011년 7월, 린델로프는 이 영화가 실제 세트에 의존할 것이며, 일반적인 외부 우주 공간의 세트에는 CG를 사용한다고 말했다. 스콧은 특수 효과 아티스트 더글러스 트럼벨이 블레이드 러너 세트에서 그에게 말했던 조언 즉, "만약 라이브로 할 수 있다면, 라이브로 하세요"라는 말을 떠올렸다. 스콧은 "디지털로 할 경우 당신이 원하는 어떤 것이든 다할 수 있죠. 그렇지만 실제 세트를 사용하면 좀 더 경제적입니다"라고 하였다. 카메라맨 데리어스 월시는 전형적인 촬영 방식으로 쉽게 3D 촬영을 하는 것이 가능하다고 스콧을 설득하였다. 3D 회사 3ality Technica는 3D 촬영을 위한 장치와 기계들을 제공하였고, 영화 직원들에게 작동방법을 교육하였다. 스콧에 따르면 3D 촬영에 대해 결정함으로써 영화의 예산이 120억 정도 추가되었다. 3D 필름은 높은 조명 레벨이 필요하므로, 에일리언 영화의 어두운 배경 같은 특징적인 분위기는 후반 작업을 통해 추가되었다. 3D 설비는 포스트 아바타 제작 기술에 기초하였다.

### 주 촬영
주촬영은 2011년 3월 21일부터 시작되었고 예산은 대략 1,400 억 - 1,500 억 정도 예상되었다. 촬영은 6개월 정도로 계획되었으나 예상보다 더 길어졌다. 영화는 2011년 9월까지도 계속되었다. 촬영은 영국의 파인우드 스튜디오 그룹의 일부인 셰퍼턴 스튜디오가 있는 영국 서레이에서 시작되었다. 거기서 스콧은 007 스테이지를 비롯 총 8개의 스테이지를 사용하였다. 스튜디오 공간은 제한적이어서 스테이지에서 16개 이상의 다른 세트를 만들어야했고 007 스테이지는 30% 이상을 키웠다.
7월에는 2주 동안 아이슬란드로 옮겨 2011년 7월 11일에 아이슬란드의 활화산 헬카 화산을 베이스로 하여 촬영을 시작하였다. 활화산에서 작업하는 것에 대해 스콧은 "이 자연에서 작업하는 것을 두려워한다면 다른 직업을 찾는 것이 좋을 것입니다" 하였다. 또한 촬영은 유럽에서 가장 강력한 폭포 중 하나인, 아이슬란드 북동쪽의 데티포스 폭포에서 촬영하였다. 아이슬란드에서의 촬영은 160 명의 아이슬란드 현지 직원들과 200명의 해외 직원들이 참여하였다. 처음에는 아이슬란드 대신 모로코가 촬영 장소로 선택되었지만, 2010년 아랍 시위로 인해 촬영지를 옮겨야 했다. 대체 촬영지는 아이스랜드뿐 아니라 모자브 사막도 고려되었으나, 스콧은 "이곳은 거칠고 쥐라기 시대와 같은 곳이라 결정하게 되었습니다"고 하였다.
2011년 9월, 촬영은 스페인의 시우다드데라루스(Ciudad de la Luz) 촬영단지로 옮겼다. 촬영 지역은 2011년 8월 22일부터 12월 10일까지 예약되었고, 세트 구축은 8월부터 8월말까지 계속되었다. 대략 250명 정도가 3개월 동안의 스페인 촬영에 참여하였는데, 지역 경제에 약 10억유로의 경제효과를 창출하였다.
스콧은 필요치 않으면 그린 스크린 사용을 피하였다. 대신 후작업 시 추가되는 CG 가 위치하는 실제 세트에 대해 배우들이 이해하도록 다양한 아이템들을 배치하였다. 라파스는 촬영 동안 그린 스크린은 6번 이하로 사용되었다고 말했다. 제작에는 5대의 3ality 테크니컬 아톰 3D 장비가 사용되었는데, 그 중 4대는 레드 에픽 3D 카메라와 같이 셋팅되었고 촬영 동안 계속해서 사용되었다. 5번째 장비는 스태디캠으로 사용하기 위해 에픽 카메라가 배치되었고 필요시에만 사용되었다.

### 포스트 프로덕션
스콧은 3D 화면의 깊이를 증가하는데 집중하였다. 이 영화가 그의 첫 번째 3D 영화임에도 불구하고 그는 그 작업이 쉽다는 것을 알게 되었다. 그는 "말 그대로 손잡이를 돌리면 3D 깊이가 올라갑니다. 그렇지만 너무 과도하게 사용해서는 안되죠"라고 말했다. 프로메테우스는 대략 1,300 개의 디지털 효과를 포함한다. Moving Picture Company 가 주 특수 효과 스튜디오로 참여하였고, 약 420 개의 장면을 제작하였다. 몇몇의 다른 스튜디오도 특수 효과를 제작하였는데, Weta Digital, Fuel VFX, Fuel VFX, Rising Sun Pictures, Luma Pictures, Lola Visual Effects, Hammerhead Productions 등이 참여하였다. 2011년 12월 라파스는 영화의 추가 녹음에 참여하였다. 2012년 1월 추가 씬들이 촬영되었는데 스코틀랜드 Skye 섬에서 하루 동안의 촬영, 스코트랜드 동굴에서의 새 장면 촬영 등이 그것이다. 조명이 거의 없는 어두운 씬에서는 3D 안경을 꼈을 때 어두워지는 화면을 보정하기 위해 2D 버전에서의 이미지와 비교할 수 있도록 특수한 컬러 보정이 진행되었다.
2011년 7월, 스콧은 성인을 위한 R 등급과, 전체 내용을 해치지 않는 수준에서 성인 콘텐츠를 잘라내는 PG-13 등급을 모두 고려하여 프로메테우스를 촬영하고 있다고 말했다. 스콧은 만약 20세기 폭스 사가 요구한다면 좀 더 많은 관객이 영화를 볼 수 있는 PG-13 등급으로 만들 책임이 있다고 말했다. 스콧은 "당신은 PG-13 영화를 볼껀가요? 아님 그영화가 처음 제작된 R 등급으로 볼건가요? 재정적으로는 큰 차이가 날 겁니다. 이 영화가 원래 R 등급인 이유는 폭력성이 때문이 아니라 스트레스를 유발하는 영화 속 아이디어 때문입니다." 스콧은 등급과는 관계없이 그는 그가 할 수 있는 가장 공격적인 컷을 넣을 것이라고 말했고, 로스먼은 스콧이 그의 영화 품질을 등급 때문에 타협하도록 강요하지는 않을 것이라고 했다. 2012년 5월 7일, 폭스사는 이 영화가 R 등급을 받았고, 어떤 삭제도 없이 개봉될 것이라고 확인해 주었다. 쇼와 엔지니어의 싸움 장면은 마지막에 수정되었는데, 그것은 스콧이 생각하기에 쇼가 엔지니어에게 부상을 입히는 것은 그의 역할을 약화시킨다고 보았기 때문이다. 스콧은 2012년 3월에 영화 작업을 완료하였다.

### 디자인
프로덕션 디자이너 아서 맥스가 영화 디자인을 주도하였다. 그의 아트 팀은 프로메테우스의 이전 시대를 표현하기 위해 에일리언의 아트 디자인을 해체하고 재구성하는 역할을 맡았다.

### 음악
프로메테우스의 뮤직 스코어는 스콧과 자주 작업하는 마크 스트라이턴펠드가 작곡하였다. 이 스코어는 영국의 에비로드 스튜디오에서 90인조 오케스트라와 함께 1주일간 녹음되었다. 스타라이튼펠드는 영화 촬영 전 시나리오를 읽은 뒤 스코어 작곡에 대한 아이디어를 생각해 내었다. 그는 '불안한' 소리를 만들기 위해, 오케스트라가 스코어의 일부를 거꾸로 연주할 수 있는 거꾸로 된 뮤직 시트를 제공하기도 하였다. 프로메테우스의 OST 앨범은 2012년 5월 15일 iTunes를 통해 공개되었고, 2012년 6월 4일에 CD로 출시되었다. 거기에는 스트라이튼펠드가 만든 23 곡의 트랙이 들어가 있으며, 해리 그레그슨 윌리엄스가 작곡한 2개의 곡이 추가되어 있다.

## 릴리즈
프로메테우스의 시사회는 2012년 3월 31일, 런던의 엠파이어 시네마 극장에서 열렸다. 영화의 개봉은 영국의 경우 2012년 6월 1일이었고, 미국은 2012년 6월 8일이었다. IMAX 영화와 3D로 동시에 개봉되었고, 영화를 보는 동안 다양한 물리적 체험이 제공되는 D-Box 모션 시트도 함께 지원되었다.

## 후속편
2012년 3월 17일. 원더콘 행사 기간 동안, 스콧은 이 영화가 많은 의문점을 남겼고 이것은 다음 후속편에서 해결될 수 있을 것이라 언급하고 "만약 운이 좋다면, 우리는 두 번째 작품을 찍을 수 있을 것입니다. 정말 이 영화는 매우 많은 질문들을 던져 놓았거든요.."라고 말하였다. 린델로프는 다음 후속편이 에일리언의 프리퀄이 될 것이냐는 질문에, "만약 우리가 운좋게도 후속편을 찍는다면 그것은 오리지널 에일리언과는 좀 더 멀어질 것으로 보입니다." 2012년 6월 린델로프는 모든 남겨진 수수께끼가 의도적으로 다음 편에서 해결될 수 있겠지만, 후속편이 확정되지 않았기 때문에 그와 스콧은 프로메테우스가 독립적인 이야기가 될 수 있도록 영화 내에서 종결되어야 할 부분에 대해 철저히 회의를 하였다고 말했다. 후속작에 대한 구체적인 계획에 대해 스콧은 그것은 쇼가 그녀의 다음 목적지를 따라가는 것이 될 것이라며 다음과 같이 말하였다. "만약 거기가 파라다이스라면 파라다이스는 당신이 생각하는 것과는 다를 것입니다. 파라다이스는 매우 많은 불길한 의미를 함축합니다." 린델로프는 다음 번 자신의 참여에 대해 의구심을 보이면서도, 만약 스콧이 내가 다시 참여하길 바란다면 그것에 대해 No 라고 말하긴 힘들 것이지만, 동시에 "나는 프로메테우스가 새로운 의견, 새로운 출발, 새로운 생각을 통해 더 좋은 후속편이 될 것으로 생각합니다"라고 하였다.

## 참고
1. ↑  “Prometheus”. 《bbfc.co.uk》. 영국 영화 등급 분류 위원회. May 10, 2012. June 16, 2012에 원본 문서에서 보존된 문서. May 10, 2012에 확인함.
2. ↑  Galloway, Stephen (May 16, 2012). “Return of the 'Alien' Mind”. 《The Hollywood Reporter》. 2019년 5월 22일에 원본 문서에서 보존된 문서. April 28, 2013에 확인함.
3. ↑  “Prometheus”. 《Box Office Mojo》. June 2, 2012. 2012년 9월 1일에 원본 문서에서 보존된 문서. September 4, 2012에 확인함.
4. ↑  Radish, Christina (December 14, 2011). “Noomi Rapace Talks 'Sherlock Holmes: A Game of Shadows', 'Prometheus', and 'Dead Man Down'”. Collider.com. 2012년 5월 27일에 원본 문서에서 보존된 문서. 2011년 12월 17일에 확인함.

## 같이 보기
- 에이리언: 커버넌트[1][2]